# هجوم المائة يوم
كان  هجوم المائة يوم  في الفترة الأخيرة من الحرب العالمية الأولى، وخلاله شنّ الحلفاء سلسلة من الهجمات ضد قوات دول المحور المركزي في الجبهة الغربية من 8 أغسطس 1918 إلى 11 نوفمبر 1918، بدايةً من معركة اميان. أجبرت القوات المهاجمة الجيوش الألمانية على الانسحاب خلف خط هيندينبيرغ، مما جعل ألمانيا تطلب الهدنة. هجوم المائة يوم لا يشير إلى معركة بعينها أو إستراتيجية محددة، ولكنه يشير إلى التسلسل السريع لانتصارات الحلفاء بدءًا من معركة أميان.